# Погынден
Погынден — река на Дальнем Востоке России, протекает по территории Билибинского района Чукотского автономного округа, правый и крупнейший приток Малого Анюя.
Длина 281 км, площадь бассейна 13 100 км².
Гидроним имеет юкагирское происхождение, однако его точное значение не установлено.

## Гидрография
Берёт начало в отрогах Раучуанского хребта, течёт преимущественно среди гор. В низовьях приобретает равнинный характер, разбиваясь на многочисленные рукава.
Питание реки снеговое и дождевое. Среднемноголетний расход воды 55,2 м³/с (объём стока 1,742 км³/год); наибольший расход воды 1670 м³/с; наименьший — 6,3 м³/с. Весеннее половодье начинается в конце мая — начале июня, в среднем составляет 30 дней. Средний диапазон сезонных колебаний уровня воды 4,4 м. Перемерзает с декабря по апрель. Толщина льда 80-130 см. Средняя продолжительность ледостава более 200 дней.
Средняя мутность воды не превышает 50 г/м³. По химическому составу речная вода относится к гидрокарбонатному классу и кальциевой группе. Минерализация воды менее 200 мг/л.

## Хозяйственное значение
В месте впадения притока Инкуливеем действует гидрологический пост.
В бассейне Погындена имеются россыпные месторождения золота.
В среднем течении реки находится ныне заброшенный посёлок Погындино, через который проходит автотрасса Билибино—Анюйск. Здесь в 2012 году был построен 200-метровый железобетонный мост через Погынден.

## Притоки
Объекты перечислены по порядку от устья к истоку.
- 7 км: Лишайниковый
- 24 км: Лядиндя
- 32 км: Перевальный
- 40 км: Теряющийся
- 45 км: Мал. Лядиндя
- 46 км: Болотный
- 50 км: Травянистый
- 63 км: Инкуливеем
- 75 км: Тыльвылькавеем
- 79 км: Лёльвэргыргын
- 92 км: Сельемрамвеем
- 94 км: Аттыкевеем
- 109 км: Тёплый
- 121 км: Ильгитерувеем
- 123 км: Чистый
- 125 км: Тельтвелькочем
- 142 км: Кикуквеем
- 143 км: Ватапвеем
- 146 км: река без названия
- 150 км: Люпвеем
- 166 км: Мутный
- 167 км: Ванавренат
- 175 км: Рилькурыннэт
- 178 км: Гуйгукэньев
- 184 км: Янрамкываам
- 192 км: Сухой
- 194 км: Горный
- 194 км: Ивовый
- 200 км: Продольный
- 207 км: Кальсепыркан
- 209 км: Большой Куйвирыннэт
- 215 км: Снежный
- 223 км: Алярмагтын
- 235 км: Малый Куйвирыннэт
- 243 км: Бивуачный
- 250 км: Лозниковый
- 254 км: Динреткаваам